# 通平高速公路
通平高速公路指跨越湖北通城与湖南平江的高速公路，全长约97公里。
- 通平高速湖南段：“通平高速”为湖南省规划的“五纵七横”高速公路网中的第一纵平汝高速公路中的第一段，主线全长73.094公里，全部位于平江县境内，起于湘鄂二省通城界（界上），止于黄泥界（平江与浏阳交界处），经冬塔乡、南江镇、梅仙镇、平江县城东侧、安定镇至黄泥界与浏醴高速公路相接。主线为双向四车道，设计时速100公里，路基宽度26日米；工程概算总投资53.7805亿元，已于2009年5月27日动工，预计2012年竣工[1]。
- 通平高速湖北段：规划路段项目名称为“通城至界上高速公路”（鄂湘二省平江界），起点在大坪乡墨烟村以西与杭瑞高速公路相接，终点在106国道以西界上接“通平高速湖南段”，全长约23.583公里。项目拟按四车道高速公路标准建设，设计行车时速100公里，路基宽度26米，工程投资约12.2643亿元[2]，估计2010年开工[3]。